# 松本幸行
松本 幸行（まつもと ゆきつら、1947年6月5日 - ）は、大阪府大阪市出身の元プロ野球選手（投手）。

## 経歴
大阪市立御幸森小学校、大阪市立鶴橋中学校、大阪商業大学附属高等学校からデュプロ印刷機に入社。
1969年の第40回都市対抗野球大会へのチーム初出場に貢献。2回戦（初戦）で先発し、この大会に優勝した電電関東の若宮秀雄と投げ合うが完封負けを喫する。1969年のドラフト4位で中日ドラゴンズに入団。
1970年から一軍に上がる。1971年には先発陣の一角に定着。1972年には稲葉光雄に次ぐチーム2位の13勝を記録し、初めて規定投球回（12位、防御率3.14）にも達する。同年から1976年まで5年連続二桁勝利を挙げた。
1973年8月30日、阪神タイガースの江夏豊が対中日戦（阪神甲子園球場）で史上初の延長戦ノーヒットノーランを達成したが、この時、江夏と投げ合ったのが松本だった。これを契機に阪神キラーと呼ばれるようになる。
1974年は20勝を挙げて最多勝のタイトルを獲得し、読売ジャイアンツの10連覇を阻止する中日20年ぶりのリーグ優勝に貢献。同年の20勝のうち実に9勝を阪神から挙げている。これを含め、中日時代の通算98勝のうち28勝を阪神から挙げた。同年のロッテ・オリオンズとの日本シリーズは3試合に先発。第3戦では8回途中まで好投するが前田益穂に代打3点本塁打を喫し降板、その後は鈴木孝政につなぎ、自身の日本シリーズ初勝利を果たす。1975年は初の開幕投手を務め17勝、リーグ3位の防御率2.41の好成績を残した。しかしその後は低迷が続き、1979年には2勝に終わる。
1980年に三枝規悦との交換トレードで、阪急ブレーブスへ移籍し、同年は10勝5敗、防御率3.88（リーグ10位）と4年ぶりの二桁勝利を挙げる。6月19日の対南海ホークス戦（大阪スタヂアム）で通算100勝を達成。1981年限りで現役引退。引退後は大阪でサラリーマンをしており、長らくメディアの前に姿を表さなかったが、2023年12月18日放送のNHK BS「球辞苑」投球間隔の回にVTR出演した。

## 人物・選手としての特徴
中日の日本人の左腕投手として日本シリーズで昭和唯一の勝利投手であり、ロッテオリオンズから日本シリーズで勝ち星を挙げた昭和最後の投手など特殊な記録の持ち主でもある（共に1974年の日本シリーズ第3戦で記録）。また阪急所属時代には、近鉄の215試合連続得点（シーズンをまたいでの日本記録）をストップさせた事でも知られている（1980年9月30日。西京極球場で6安打で完封勝利。スコアは5－0。)
とても投球間隔が短い投手で知られ、「早投げ」「ちぎっては投げ」は松本の代名詞であった。サインを見ている様子がないとまで言われたが、本人の弁によれば「キャッチャーからの返球を受けている間に見ている」との事。このようなスタイルになった理由として、高校1年時に腰を痛めた際、治療しても引かなかったが、返球を捕ってすぐに投げたら痛くなかったことによる。
荒れ球とシンカー（本人いわく「速球のつもりが、肩の引っかかりが悪いために落ちている」）を武器に打たせてとるピッチングを持ち味とした。
高橋慶彦と真弓明信によると、松本は牽制の名人であったという。
野球嫌いの松本人志が少年時代に好きだったと語っている。姓が同じこと、前述の「早投げ」がおもしろかったことがきっかけ。なお、彼は名前のよみを「るきつら」と間違っておぼえており、ガキの使いやあらへんで！！のトークで語ったさいにそう呼んでいた。
燃えよドラゴンズ!にも名前が出てくる。

## 詳細情報

### 年度別投手成績
| 年 度      | 球 団      | 登 板 | 先 発 | 完 投 | 完 封 | 無 四 球 | 勝 利 | 敗 戦 | セ 丨 ブ | ホ 丨 ル ド | 勝 率 | 打 者 | 投 球 回 | 被 安 打 | 被 本 塁 打 | 与 四 球 | 敬 遠 | 与 死 球 | 奪 三 振 | 暴 投 | ボ 丨 ク | 失 点 | 自 責 点 | 防 御 率 | W H I P |
| ---------- | ---------- | ----- | ----- | ----- | ----- | -------- | ----- | ----- | -------- | ----------- | ----- | ----- | -------- | -------- | ----------- | -------- | ----- | -------- | -------- | ----- | -------- | ----- | -------- | -------- | ------- |
| 1970       | 中日       | 22    | 5     | 2     | 1     | 0        | 2     | 3     | --       | --          | .400  | 242   | 59.2     | 51       | 2           | 20       | 0     | 1        | 25       | 0     | 0        | 18    | 17       | 2.55     | 1.19    |
| 1971       | 中日       | 41    | 15    | 0     | 0     | 0        | 5     | 5     | --       | --          | .500  | 499   | 124.0    | 111      | 11          | 37       | 2     | 5        | 61       | 0     | 1        | 46    | 41       | 2.98     | 1.19    |
| 1972       | 中日       | 42    | 25    | 6     | 1     | 1        | 13    | 8     | --       | --          | .619  | 776   | 191.2    | 173      | 18          | 54       | 1     | 2        | 76       | 1     | 0        | 77    | 67       | 3.14     | 1.18    |
| 1973       | 中日       | 39    | 32    | 13    | 4     | 3        | 14    | 11    | --       | --          | .560  | 938   | 234.0    | 201      | 18          | 51       | 4     | 6        | 90       | 2     | 1        | 70    | 62       | 2.38     | 1.08    |
| 1974       | 中日       | 40    | 37    | 11    | 3     | 2        | 20    | 9     | 0        | --          | .690  | 965   | 236.1    | 232      | 29          | 38       | 4     | 11       | 89       | 3     | 0        | 92    | 82       | 3.13     | 1.14    |
| 1975       | 中日       | 37    | 37    | 9     | 2     | 2        | 17    | 15    | 0        | --          | .531  | 991   | 250.0    | 217      | 30          | 40       | 9     | 12       | 98       | 0     | 0        | 86    | 67       | 2.41     | 1.03    |
| 1976       | 中日       | 42    | 36    | 4     | 0     | 0        | 15    | 15    | 0        | --          | .500  | 933   | 223.1    | 229      | 36          | 58       | 4     | 7        | 62       | 0     | 0        | 111   | 98       | 3.96     | 1.29    |
| 1977       | 中日       | 36    | 20    | 2     | 1     | 0        | 4     | 8     | 2        | --          | .333  | 518   | 120.2    | 143      | 22          | 44       | 5     | 2        | 26       | 0     | 0        | 75    | 72       | 5.36     | 1.55    |
| 1978       | 中日       | 32    | 27    | 3     | 0     | 0        | 6     | 12    | 0        | --          | .333  | 686   | 157.2    | 185      | 23          | 41       | 0     | 6        | 58       | 0     | 1        | 103   | 90       | 5.13     | 1.43    |
| 1979       | 中日       | 22    | 8     | 0     | 0     | 0        | 2     | 3     | 0        | --          | .400  | 245   | 55.1     | 70       | 8           | 13       | 1     | 1        | 11       | 1     | 0        | 32    | 30       | 4.91     | 1.50    |
| 1980       | 阪急       | 24    | 14    | 8     | 2     | 2        | 10    | 5     | 1        | --          | .667  | 574   | 137.1    | 164      | 22          | 18       | 3     | 1        | 28       | 2     | 0        | 70    | 59       | 3.88     | 1.33    |
| 1981       | 阪急       | 12    | 12    | 1     | 0     | 1        | 3     | 4     | 0        | --          | .429  | 236   | 50.2     | 73       | 13          | 14       | 0     | 1        | 14       | 0     | 0        | 40    | 37       | 6.53     | 1.72    |
| 通算：12年 | 通算：12年 | 389   | 268   | 59    | 14    | 11       | 111   | 98    | 3        | --          | .531  | 7603  | 1840.2   | 1849     | 232         | 428      | 33    | 55       | 638      | 9     | 3        | 820   | 722      | 3.53     | 1.24    |

- 各年度の太字はリーグ最高

### タイトル
- 最多勝利：1回 （1974年）
- 最高勝率：1回 （1974年）

### 記録
初記録
- 初登板：1970年4月14日、対阪神タイガース1回戦（中日球場）、9回表1死から4番手で救援登板・完了、2/3回無失点
- 初勝利：1970年6月9日、対広島東洋カープ10回戦（中日球場）、6回表から2番手で救援登板、2回無失点
- 初先発：1970年7月15日、対大洋ホエールズ11回戦（川崎球場）、2回1/3を2失点で敗戦投手
- 初先発勝利・初完投・初完封：1970年10月1日、対広島東洋カープ26回戦（中日球場）

節目の記録
- 100勝：1980年6月19日、対南海ホークス前期11回戦（大阪スタヂアム）

その他の記録
- オールスターゲーム出場：3回 （1972年、1974年、1975年）

### 背番号
- 48 （1970年）
- 21 （1971年 - 1979年）
- 27 （1980年 - 1981年）